# 308 v. Chr.
Portal Geschichte | Portal Biografien | Aktuelle Ereignisse | Jahreskalender | Tagesartikel

◄ |
5. Jahrhundert v. Chr. |
4. Jahrhundert v. Chr. |
3. Jahrhundert v. Chr. |
►

◄ | 320er v. Chr. | 310er v. Chr. | 300er v. Chr. | 290er v. Chr. |
280er v. Chr. |
►

◄◄ | ◄ | 311 v. Chr. | 310 v. Chr. | 309 v. Chr. | 308 v. Chr. |
307 v. Chr. |
306 v. Chr. |
305 v. Chr. |
► |
►►

## Ereignisse

### Reich Alexanders des Großen/Diadochenkriege
- Ptolemaios I. gelingt die Einnahme der von den Makedoniern unter Kassander besetzten Städte Korinth, Megara und Sikyon. Er verlässt Griechenland, nachdem er mit Kassander einen Waffenstillstand vereinbart.
- Antigonos I. Monophthalmos lässt Kleopatra von Makedonien, eine Tochter Philipps II. von Makedonien, töten, da sie sich mit Ptolemaios I. verbünden wollte.

### Westliches Mittelmeer
- Römische Truppen besiegen die Umbrer bei Mevania (heute: Bevagna).
- Umbrer, Picenter und Marser verbünden sich im Zweiten Samnitenkrieg mit den Samniten gegen Rom. Nuceria, die letzte Stadt in Kampanien, die noch auf Seiten der Samniten stand, ergibt sich den Römern.
- Abschaffung der Monarchie in Karthago.
- Ophellas, Herrscher in Kyrene, verbündet sich mit Agathokles von Syrakus gegen Karthago. Als Ophellas mit seinen Truppen vor Karthago eintrifft, lässt Agathokles ihn töten und übernimmt dessen Heer, mit dessen Hilfe ihm ein, allerdings verlustreicher, Sieg gegen Karthago gelingt.

## Geboren
- Ptolemaios II. Philadelphos, König von Ägypten († 246 v. Chr.)

## Gestorben
- Bomilkar, karthagischer Politiker
- Kleopatra von Makedonien, Adlige (* um 355 v. Chr.)
- Ophellas, makedonischer Offizier (* um 355 v. Chr.)